# Астрофизический институт имени Фесенкова
Астрофизи́ческий институ́т имени В. Г. Фесенкова (АФИФ) — научное учреждение, основанное 10 октября 1941 года как Институт астрономии и физики Казахстанского филиала АН СССР в Алма-Ате, столице КазССР, в результате эвакуации группы астрономов из Европейской части СССР. В 1950 году астрономы отделились и был образован Астрофизический институт АН Казахской ССР. В 1989 году институту было присвоено имя В. Г. Фесенкова. В Астрофизическом институте в советские времена было 250—300 сотрудников, в 2008 году — около 100, в 2009-м — 169 человек.

## Руководители института
- 1941—1964 — В. Г. Фесенков — основатель и первый директор Института астрономии и физики Казахстанского филиала АН СССР (с 1950 года руководитель Астрофизического института АН Казахской ССР)
- 1941—1943 — Воронцов-Вельяминов, Борис Александрович — заведующий Астрофизическим отделом института астрономии и физики Казахской АН.
- 1964—1972 — Идлис, Григорий Моисеевич
- 1974—1984 — Омаров, Тукен Бигалиевич
- в 1987 году — Б. Т. Ташенов
- 2005—2010 — Чечин, Леонид Михайлович
- 2010—2016 — Омаров Чингис Тукенович
- 2016—2017 — Валиуллин, Рашит Равилевич
- c 2017 — Бибосинов, Асылхан Жанибекович
- с 2020 - Омаров Чингис Тукенович

## История института
21 сентября 1941 года в Казахстане проводили наблюдения 7 экспедиций, в составе которых были астрономы, физики и геофизики из Москвы и Ленинграда. В свете активного наступления фашистских войск в западной части страны ими было решено остаться в Казахстане и присоединиться к эвакуированным ученым в Алма-Ате. Так сформировался коллектив НИИ астрономии и физики, созданный через несколько недель по предложению В. Г. Фесенкова. Здание института было построено во время войны пленными японцами.
Астрофизический институт был одной из первых организаций, в которых в середине XX века зарождалась новая наука — астробиология.

## Наблюдательные базы
- Обсерватория Каменское плато
- Обсерватория Ассы-Тургень
- Тянь-Шаньская астрономическая обсерватория

## Лаборатории института
- Искусственных спутников земли.
- Физики звёзд и туманностей.
- Космологии, звездной динамики и вычислительной астрофизики.
- Физики Луны и планет.
- Ядерной астрофизики.

## Направления исследований
- Атмосферная оптика
- Межзвездная среда
- Спектрофотометрия активных галактик
- Звёздная астрономия
- Кометы
- Астрометрия ИСЗ
- Планеты-гиганты
- исследования в области физики ранней Вселенной
- компьютерное моделирование задачи многих тел (в применении к звездным скоплениям и галактикам)
- проблема космического мусора и кометно-метеорно-астероидной опасности

## Основные издания
- «Известия» института (1955—1962)
- тематические «Труды» (с 1961)